# Санкт-Петербургская духовная семинария
Санкт-Петербургская духо́вная семина́рия — высшее учебное заведение Санкт-Петербургской епархии Русской православной церкви, готовящее священно- и церковнослужителей.

## История
В 1721 году по повелению Петра I архиепископом Новгородским Феодосием (Яновским) при Александро-Невском монастыре была учреждена Славянская школа для обучения азбуке, письму, псалтири, арифметике, грамматике и толкованию евангельских блаженств.
В 1725 году Славянская школа была переименована в Славяно-греко-латинскую семинарию. Ученики набирались из разных сословий; число их доходило до 100; они писали и произносили проповеди, упражнялись в диспутах; выходили иногда в русские миссии за границей, в университет при Академии наук, в коллегию иностранных дел, в комиссию об учреждении народных училищ в России, в главное народное училище.
В 1788 году семинария была переименована в Главную семинарию, куда вызывались лучшие воспитанники из других семинарий для приготовления к преподавательскому званию. Круг предметов преподавания был расширен. Семинария помещалась в корпусе близ церкви св. блгв. князя Феодора в Александро-Невском монастыре.
В 1797—1809 годы именовалась Александро-Невской академией. Епархиальным архиереям предписывалось присылать в академию через каждые два года лучших учеников, по два человека.
В результате всеобщей реформы духовного образования в начале 1809 года академия была разделена на три учебных заведения, которые размещались по-прежнему в Александро-Невской лавре: Санкт-Петербургскую духовную академию (высшая школа), Санкт-Петербургскую духовную семинарию (средняя школа) и Александро-Невское духовное училище (низшая школа).
В 1841 году семинария была переведена за стены монастыря в новое отдельное здание, построенное по проекту архитектора А. Ф. Щедрина, в котором она размещается и сегодня. Семинарский храм освятили во имя св. апостола Иоанна Богослова (первоначально был совмещён с актовым залом; в 1888 году перенесён на верхний этаж пристроенного к зданию семинарии церковного флигеля).
С переименованием Санкт-Петербурга в Петроград семинария стала именоваться Петроградской. В 1918 году Петроградские духовные школы были закрыты.
В марте 1945 года архиепископ Григорий (Чуков) приступил к практическому осуществлению своего проекта возрождения духовного образования в Ленинграде. В письме Г. Г. Карпова Ленинградскому уполномоченному по делам РПЦ А. И. Кушнареву от 26 марта 1945 года сообщалось, что Совнарком СССР разрешил организацию Богословско-пастырских курсов. 12 апреля Священный Синод постановил открыть курсы в восьми городах и предложить преосвященным этих епархий «озаботиться подысканием преподавательского состава и помещений для курсов и общежитий» учащихся. Уже в конце апреля удалось найти подходящее здание — бывшей Духовной семинарии на набережной Обводного канала, д. 19 (ныне д. 17). Для государства на тот момент оно не представляло большой ценности, поскольку немецкие артиллерийские обстрелы и бомбардировки в период блокады превратили его восточную (правую) часть в руины. Проблема поиска значительных средства на проведение восстановительных работ уже вскоре была решена. За летние месяцы верующие собрали необходимую сумму — 475 тысяч рублей. 13 сентября начались первоочередные ремонтные работы, в том числе в повреждённой домовой церкви апостола Иоанна Богослова.
12 июня 1945 года, согласно резолюции Патриарха Алексия I от 28 мая, было объявлено о начале приёма слушателей на двухлетние (открытые уже как трёхлетние) Богословско-пастырские курсы лиц старше 18 лет, со средним образованием, по рекомендациям приходских священников. 30-31 октября состоялись приемные экзамены. По их результатам на курсы были приняты 24 человека из 42 подавших прошение о приёме. Согласно донесению секретного осведомителя властей, «эти 24 ученика представляли собою совершенно особые кадры. Сюда пошли люди, выкристаллизовавшиеся при приходах как преданные церковники, по большей части немолодые… „Отцы“ — старшие, оказались старорежимно настроенными фанатиками, мечтавшими к тому же скорее попасть на приходы». Для Ленинградских Богословско-пастырских курсов первоначально удалось подготовить только несколько комнат под самой крышей в левой части здания. Правое (восточное) крыло ещё лежало в руинах, требовал серьезного ремонта и флигель. Три этажа левого, неповрежденного крыла площадью 2.200 м2 сохранили за общежитием Ленэнерго, которое наглухо отгородили. 22 ноября 1945 года произошло торжественное открытие курсов. 23 ноября 1945 года начались занятия в нескольких отремонтированных помещениях 4-го этажа в левом крыле здания. Ремонтные работы продолжались. В конце 1945 года начала работать и библиотека с богословской и учебной литературой. Первый учебный год завершился в мае 1946 года. 1 июня того же года митрополит Григорий (Чуков) назначил заведующим протоиерея Иоанна Богоявленского.
В 1946 году духовная семинария, именовавшаяся теперь Ленинградской, была вновь открыта, но с того времени она фактически представляла собой единое целое с Ленинградской духовной академией. То есть семинария и академия были, по сути, двумя учебными программами в рамках одного учебного заведения. С введением болонской системы в Русской православной церкви в 2000-е годы название «Санкт-Петербургская духовная семинария» перестало употребляться в официальных документах. Прежнему курсу духовной семинарии стал соответствовать пятилетний курс бакалавриата в рамках Санкт-Петербургской духовной академии.

## Ректоры
- 1743—1748 — иеромонах Гавриил (Кременецкий)
- 1748—1756 — иеродиакон Никодим (Пученков)
- 1756—1757 — иеромонах Сильвестр (Страгородский)
- иеромонах Иоаникий (Святковский), и. о.
- иеромонах Гавриил (Огинский), и. о.
- иеромонах Арсений (Верещагин), и. о.
- 1765−1770 — архимандрит Исаия (Германовский)
- 1770—1774 — архимандрит Вениамин (Краснопевков-Румовский)
- 1774−1783 — архимандрит Иоанникий (Орловский)
- 1782 — ? — Вениамин (Багрянский)
- 12 октября 1788—1795 — Иннокентий (Дубравицкий)
- 1795—1799 — Антоний (Знаменский)
- 5 февраля 1804 — 2 февраля 1808 — Флавиан (Ласкин)
- 1809—1812 — Анатолий (Максимович)
- 13.03.1812—1813 — Мефодий (Пишнячевский)
- сентябрь 1813—1819 — Иннокентий (Смирнов)
- 1819—1824 — Поликарп (Гайтанников)
- 14 ноября 1824—1826 — Иоанн (Доброзраков)
- 1827 — Нафанаил (Павловский)
- 15 октября 1827 — 25 сентября 1829 — Владимир (Алявдин)
- 1836—1838 — Макарий (Зимин)
- 7 марта 1838 — 25 июня 1841 — Афанасий (Соколов)
- 24.07.1841 — 1848 — Феогност (Лебедев)
- 21 октября 1848 — 8 февраля 1849 — Христофор (Эммаусский)
- 2 апреля 1850 — 16 января 1855 — Иоанникий (Горский)
- 2.04.1857 — 1859 — Нектарий (Надеждин)
- 17.05.1859 — 5.03.1860 — Леонтий (Лебединский)
- 21.03.1860 — 1864 — Платон (Троепольский)
- 2.12.1864 — 1866 — Палладий (Раев-Писарев)
- 20.12.1866 — 1868 — Павел (Лебедев)
- 8.01.1869 — 1874 — Хрисанф (Ретивцев)
- 1875—1880 — Княжинский, Василий Стахиевич
- 1880—1889 — Розанов, Николай Иванович
- 21.03. 1889—1890 — Николай (Налимов)
- 1890—1891 — Антоний (Храповицкий)
- 11 января 1891—1894 — Питирим (Окнов)
- 1894—1895 — Иннокентий (Фигуровский)
- июль 1895 — ноябрь 1895 — Павел (Поспелов)
- ноябрь 1897 — июль 1899 — Мефодий (Великанов)
- июль 1899—1905 — Сергий (Тихомиров)
- 1905—1909 — Вениамин (Казанский)
- 1910—1918 — Мартинсон, Василий Антонович
- июнь 1945 — 1 июня 1946 — Николай Иванович Ломакин
- 1 июня 1945—1947 — Иоанн Яковлевич Богоявленский
- 1947—1948, и. о. — Александр Осипов
- 20 апреля 1948 — 30 июня 1952 — Симеон (Бычков)
- 1952 — 16 августа 1966 — Михаил Сперанский
- 16 августа 1966 — 30 июля 1968 — Михаил (Мудьюгин)
- 28 ноября 1968 — 25 июня 1970 — Герман (Тимофеев)
- 25 июня 1970 — 26 декабря 1974 — Мелитон (Соловьёв)
- 26 декабря 1974 — 26 декабря 1984 — Кирилл (Гундяев)
- 29 декабря 1984 — 2 марта 1986, и. о. — Мануил (Павлов)
- 2 марта 1986 — 22 июня 1987, и. о. до 15 марта 1986 — Николай Гундяев
- 22 июня 1987 — 12 августа 1992, и. о. до 21 августа 1987 — Владимир Сорокин
- 12 августа 1992 — 17 июля 1996, и. о. до 19 июля 1993 — Василий Стойков
- 17 июля 1996 — 6 октября 2008 — Константин (Горянов)
- 6 октября 2008 — 14 июля 2018 — Амвросий (Ермаков)
- 14 июля 2018 — 9 июля 2019 — Серафим (Амельченков)
- Силуан (Никитин) (c 9 июля 2019 года)

## Известные выпускники
См. также: Выпускники Санкт-Петербургской духовной семинарии